# Mongrando
Mongrando (Mongrand in piemontese) è un comune italiano di 3 560 abitanti della provincia di Biella in Piemonte.

## Geografia fisica
Il territorio comunale di Mongrando si sviluppa sulle ultime pendici delle colline che, dalle falde del Mombarone e della Serra, scendono verso la pianura biellese.
È attraversato dal torrente Elvo e dai suoi affluenti Viona e Ingagna; quest'ultimo è sbarrato da una diga che dà origine all'omonimo lago, il quale sconfina verso ovest nel territorio dei comuni limitrofi di Graglia e Netro.

Una piccola parte del comune è inclusa nel territorio del  Parco Regionale della Bessa, che tutela in quest'area un'antica struttura fortificata nota come il Castelliere di Mongrando.

## Storia

### Simboli
Lo stemma comunale e il gonfalone sono stati concesso con decreto del presidente della Repubblica del 24 aprile 2000.
Lo stemma si può blasonare: scudo sannitico d'argento, all'albero (probabilmente un nespolo), fustato di nero e frondoso di verde, fruttifero, nodrito sul monte dello stesso al naturale fondato in punta; sormontato dalla fascia di rosso merlata di quattro alla ghibellina.
Nel 1934 troviamo lo stemma storico blasonato: d'argento, alla pianta di nespolo di verde, sradicata e fruttata al naturale.
Il gonfalone è un drappo di bianco con la bordatura di rosso.

## Monumenti e luoghi d'interesse
- Municipio
- Chiesa di San Rocco

## Società

### Evoluzione demografica
Abitanti censiti

## Infrastrutture e trasporti
A partire dal 1891, Mongrando rappresentò il capolinea occidentale della ferrovia Biella-Mongrando, che nel 1922 fu riclassificata come tranvia con istituzione di corse che proseguivano lungo la tranvia Biella-Oropa; l'impianto fu soppresso nel 1951.

## Amministrazione

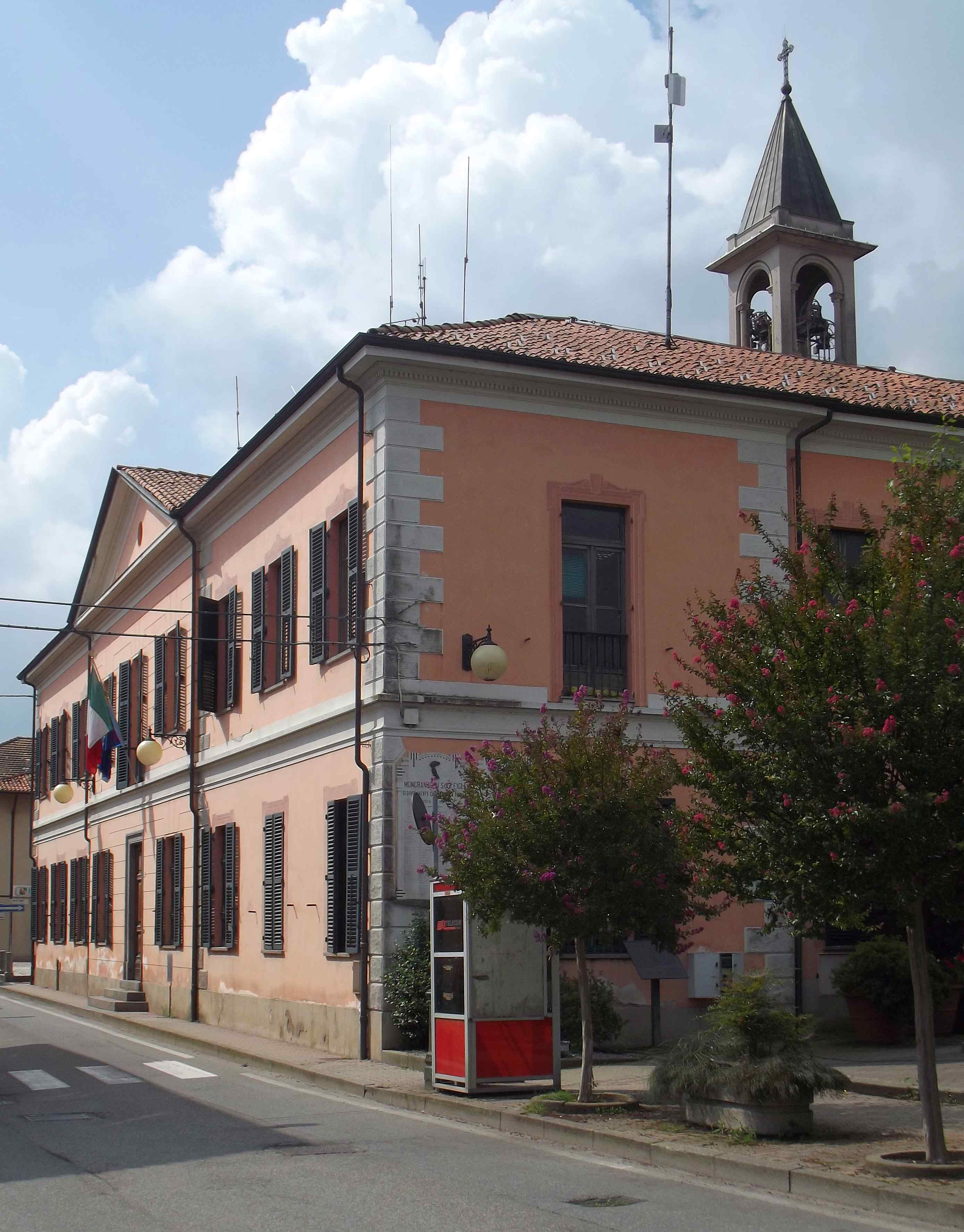
Il municipio

| Periodo | Periodo   | Primo cittadino | Partito                            | Carica  | Note       |
| ------- | --------- | --------------- | ---------------------------------- | ------- | ---------- |
| 2004    | 2009      | Gino Fussotto   | lista civica                       | Sindaco |            |
| 2009    | 2014      | Gino Fussotto   | lista civica Mongrando futura      | Sindaco | II mandato |
| 2014    | 2019      | Antonio Filoni  | lista civica Mongrando in comune   | Sindaco |            |
| 2019    | 2024      | Antonio Filoni  | lista civica Mongrando in comune   | Sindaco | II mandato |
| 2024    | in carica | Michele Teagno  | lista civica Insieme per Mongrando | Sindaco |            |

### Altre informazioni amministrative
Il comune apparteneva alla Comunità montana Bassa Valle Elvo, soppressa nel 2009 e confluita, insieme alla Comunità montana Alta Valle Elvo, nella Comunità montana Valle dell'Elvo. A sua volta, questa è stata soppressa con la Legge regionale 28 settembre 2012, n. 11.

## Galleria d'immagini

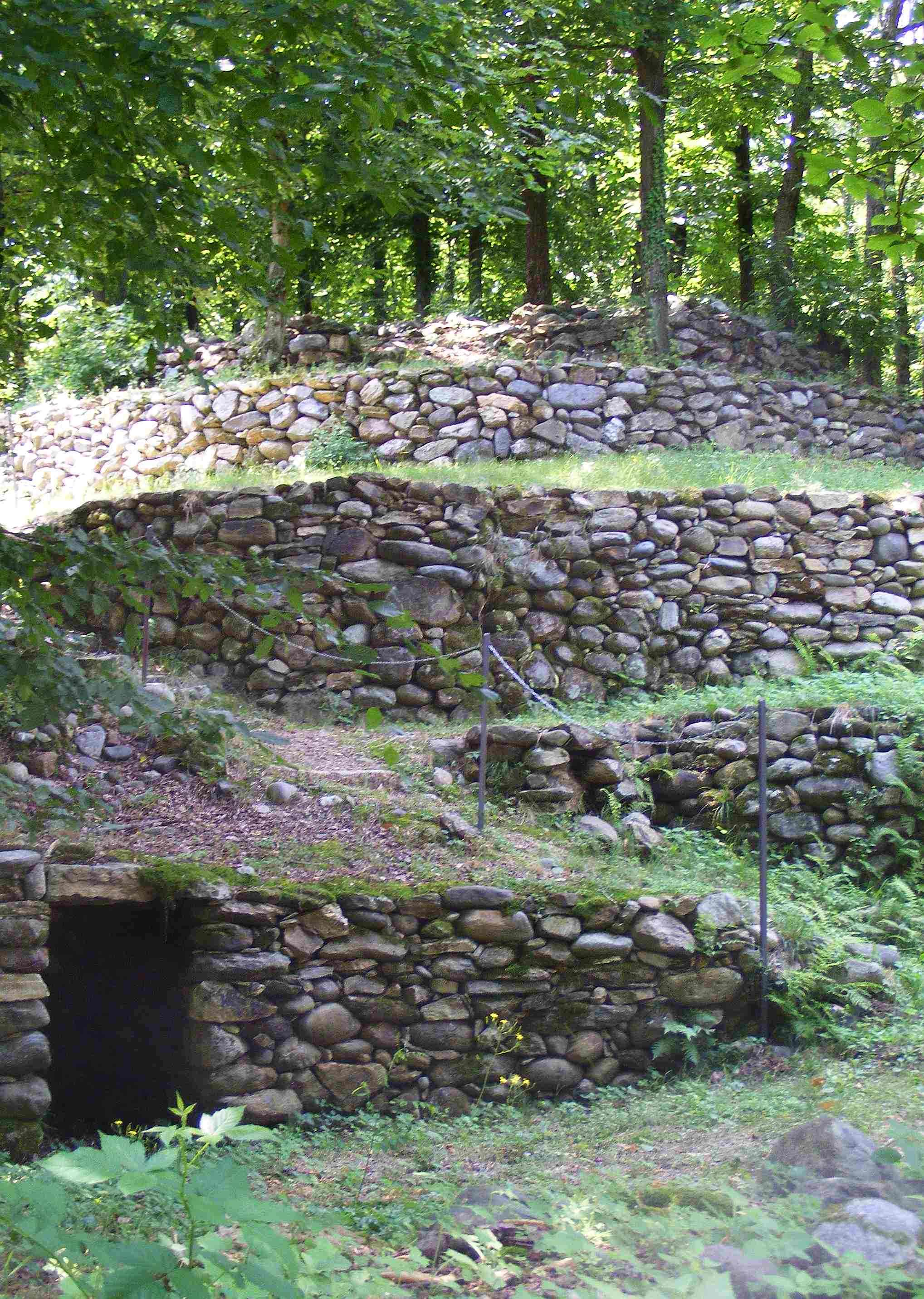
Il Castelliere di Mongrando
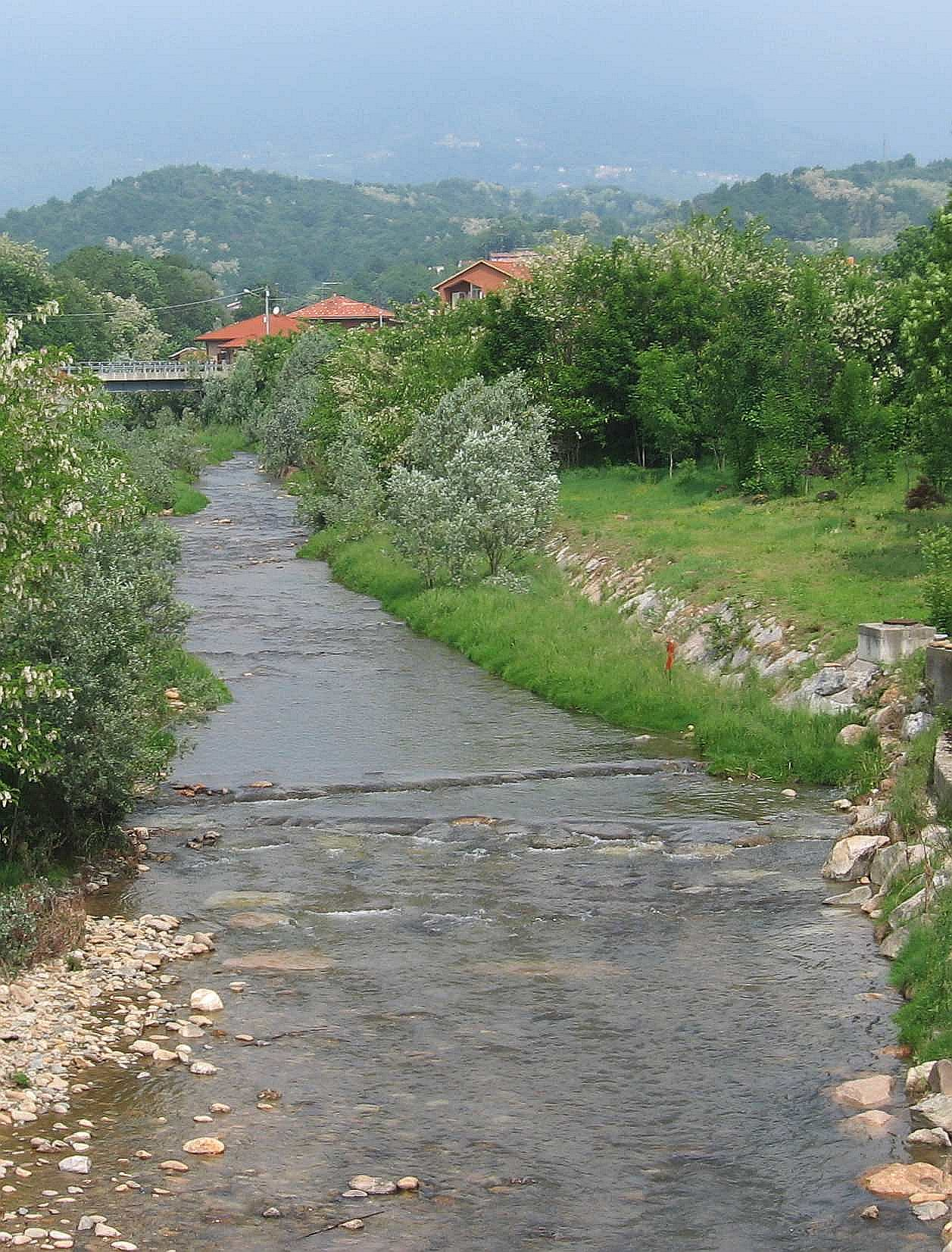
Il torrente Ingagna nelle vicinanze del paese
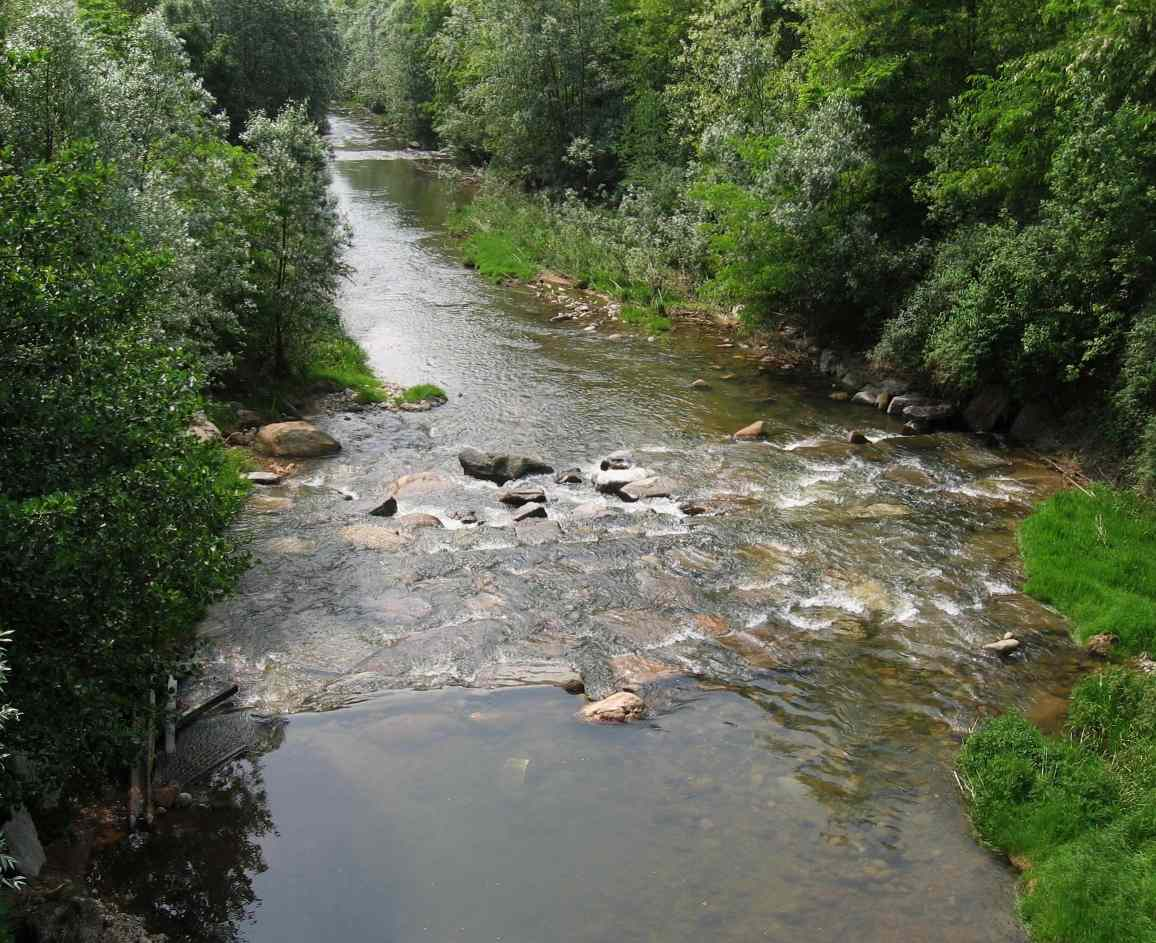
Il torrente Ingagna verso valle
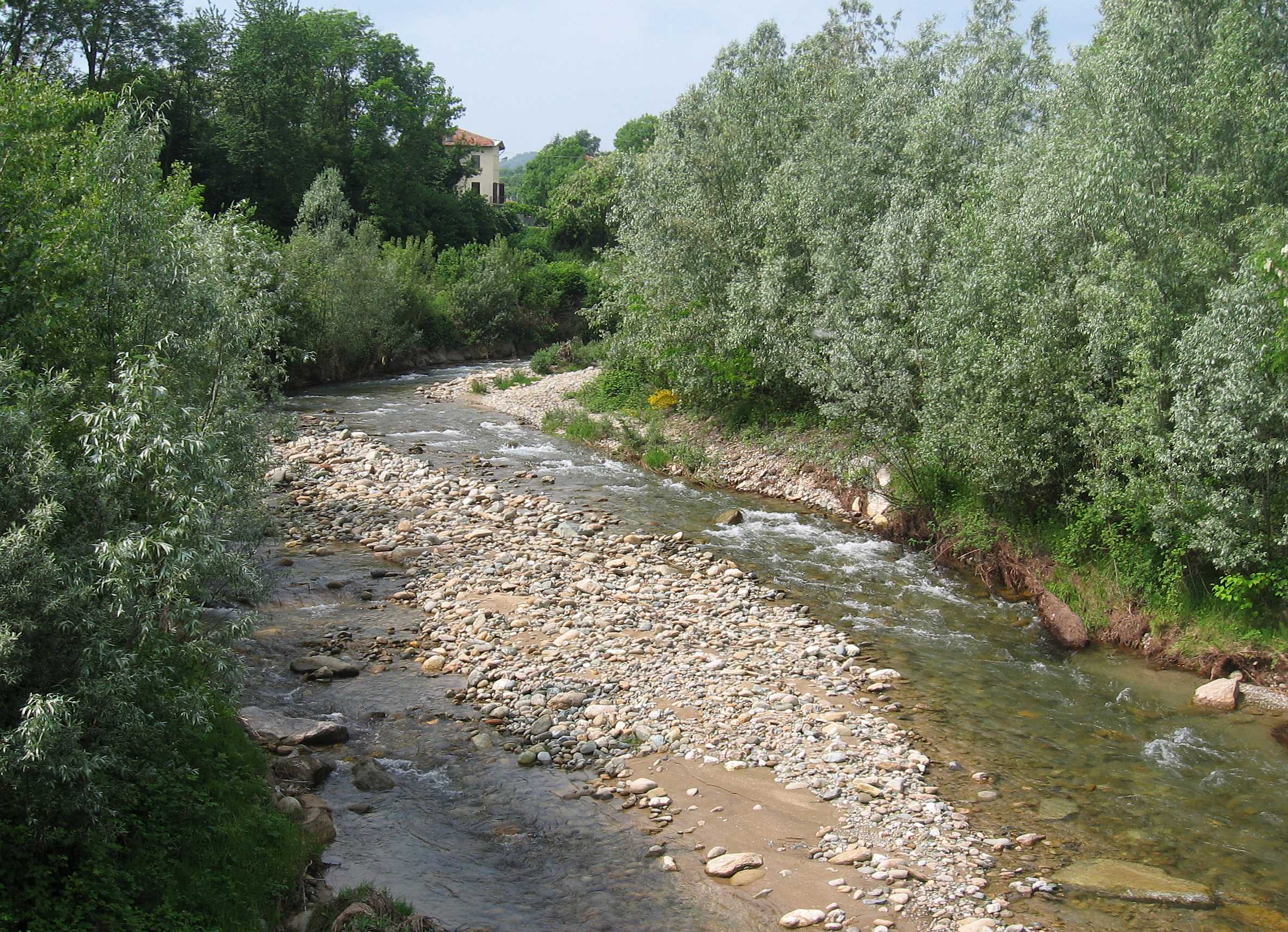
Il torrente Viona in prossimità di Mongrando
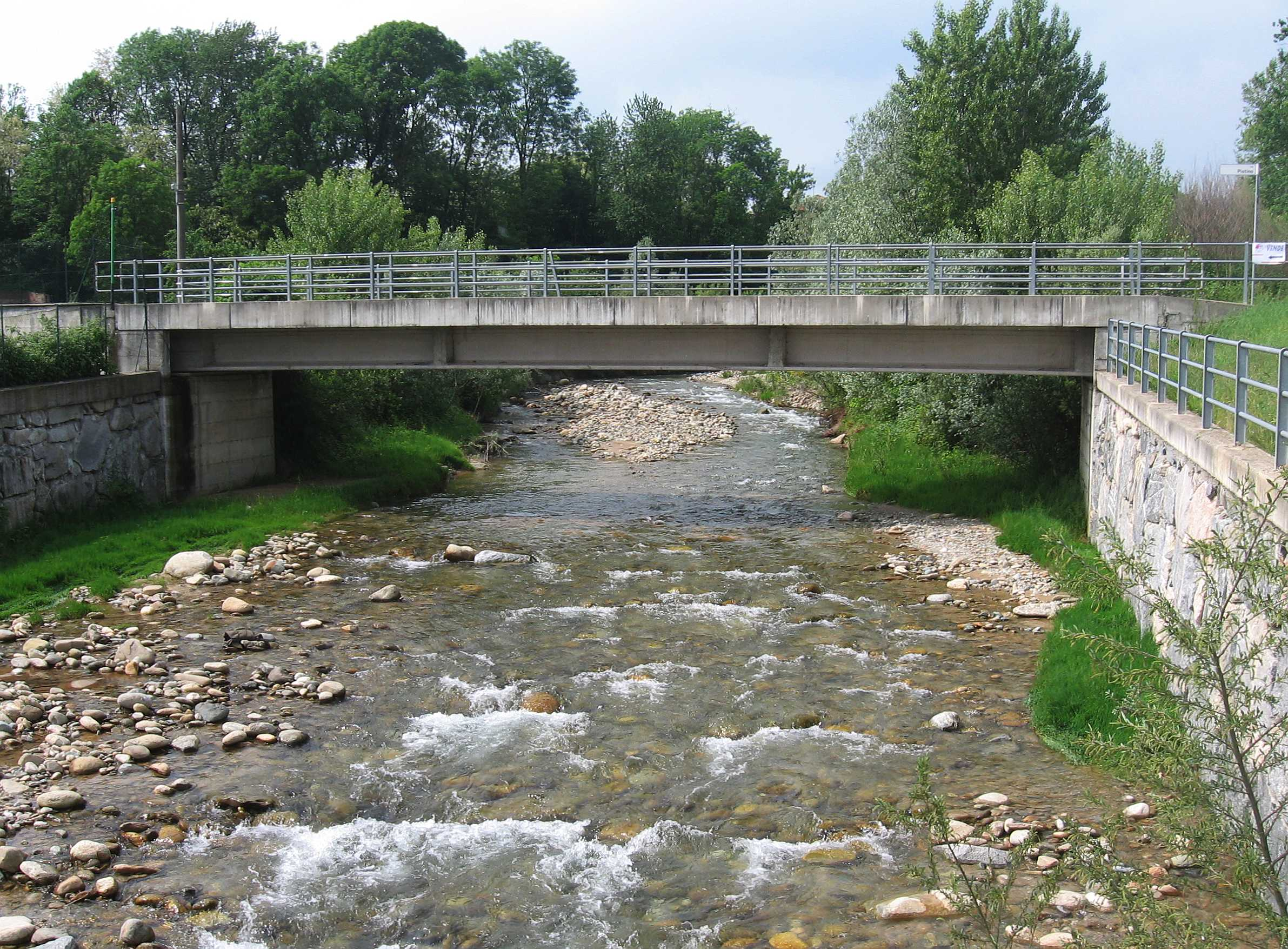
Il ponte sul torrente Viona: veduta verso monte